# Helga Baum
Helga Baum (née Dlubek, 1954) é uma matemática alemã. É professora de geometria diferencial e análise global no Instituto de Matemática da Universidade Humboldt de Berlim.

## Formação
Baum obteve um doutorado (Dr.sc. nat.) em matemática em 1980 na Universidade Humboldt de Berlin. Sua tese, Spin-Strukturen und Dirac-Operatoren über Pseudoriemannschen Mannigfaltigkeiten, foi orientada por Thomas Friedrich.

## Livros
Baum do autor ou coautor de livros, incluindo:
- Conformal differential geometry: Q-curvature and conformal holonomy, com Andreas Juhl, Birkhäuser, 2010[4]
- Eichfeldtheorie: Eine Einführung in die Differentialgeometrie auf Faserbündeln [Gauge theory: An introduction into differential geometry on fibre bundles] (Springer, 2009; 2nd ed., 2014)[5]
- Twistor and Killing spinors on Riemannian manifolds, com Thomas Friedrich, Ralf Grunewald e Ines Kath, Teubner, 1991[6]
- Spin-Strukturen und Dirac-Operatoren über pseudoriemannschen Mannigfaltigkeiten [Spin structures and Dirac operators on pseudo-Riemannian manifolds], Teubner, 1981[7]